# ناتاليا إيفانوفا
ناتاليا إيفانوفا هي مصارعة الهواة روسية، ولدت في 11 مايو 1969 في أنغارسك في روسيا.

## وصلات خارجية
- ناتاليا إيفانوفا على موقع قاعدة بيانات المصارعة الدولية (الإنجليزية)
- ناتاليا إيفانوفا على موقع اللجنة الأولمبية الدولية (الإنجليزية)
- ناتاليا إيفانوفا على موقع أوليمبيديا (الإنجليزية)